# حوزه‌های انتخابیه مجلس شورای اسلامی در استان بوشهر

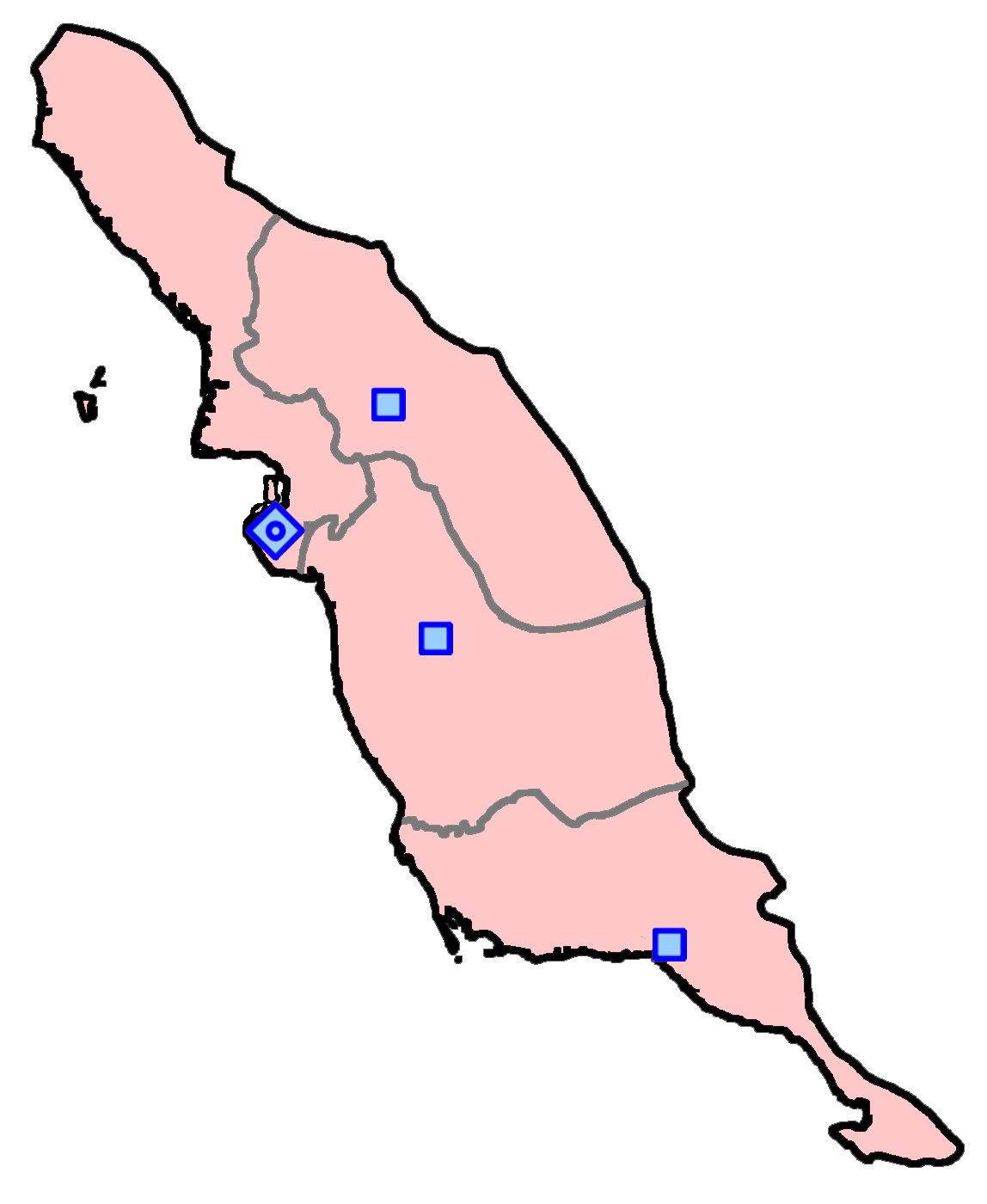
حوزه‌های انتخاباتی استان بوشهر

استان بوشهر ۴ حوزه برای انتخابات مجلس شورای اسلامی دارد که در مجموع ۴ نماینده را در بر می‌گیرد.

## تاریخچه حوزه‌های انتخاباتی
تاریخچه حوزه‌های انتخاباتی مجلس شورای اسلامی استان بوشهر در دوره‌های مختلف:
- دورهٔ اول تا سوم: شامل ۳ حوزه (بوشهر و گناوه) - (دشتستان) و (رودباران) (شامل شهرستانهای: دشتی، تنگستان، کنگان و دیر).
- دورهٔ چهارم: حوزه رودباران به نام ۴ شهرستان مذکور (دشتی، تنگستان، کنگان و دیر) نامیده شد.
- دورهٔ پنجم: در حوزه نخست شهرستان دیلم از گناوه منتزع شد (حوزه بوشهر، گناوه و دیلم).
- دورهٔ ششم: به چهار حوزه رسید و حوزه سوم به دو حوزه (دشتی و تنگستان) و (کنگان و دیر) بعنوان حوزه چهارم تقسیم شد.
- دورهٔ هفتم تا نهم: از دوره هفتم شهرستان جم از شهرستان کنگان در حوزه چهارم منتزع شد (حوزه کنگان، دیر و جم).
- دورهٔ دهم تا دوازدهم: از دوره دهم شهرستان عسلویه از شهرستان کنگان منتزع شد (حوزه کنگان، دیر، جم و عسلویه).

## حوزه‌های کنونی استان بوشهر
| # | حوزه                    | مرکز       | شهرستان‌ها | مرکز - بخش‌ها                                               | کرسی | نقشه | جمعیت   | واجدان شرایط رأی‌دهی |
| - | ----------------------- | ---------- | --------- | ---------------------------------------------------------- | ---- | ---- | ------- | ------------------- |
| ۱ | بوشهر، گناوه و دیلم     | بوشهر      | بوشهر     | شهر بوشهر - مرکزی، خارک                                    | ۱    |      | ۴۳۵٬۹۰۶ | ۲۹۴٬۲۷۳             |
| ۱ | بوشهر، گناوه و دیلم     | بوشهر      | گناوه     | شهر گناوه - مرکزی، ریگ                                     | ۱    |      | ۴۳۵٬۹۰۶ | ۲۹۴٬۲۷۳             |
| ۱ | بوشهر، گناوه و دیلم     | بوشهر      | دیلم      | شهر دیلم - مرکزی، امام حسن                                 | ۱    |      | ۴۳۵٬۹۰۶ | ۲۹۴٬۲۷۳             |
| ۲ | دشتستان                 | برازجان    | دشتستان   | شهر برازجان - مرکزی، آبپخش، سعدآباد، شبانکاره، ارم، بوشکان | ۱    |      | ۲۵۲٬۰۴۷ | ۱۶۹٬۳۲۲             |
| ۳ | دشتی و تنگستان          | خورموج     | دشتی      | شهر خورموج - مرکزی، شنبه و طسوج، کاکی                      | ۱    |      | ۱۶۳٬۰۲۵ | ۱۰۷٬۸۷۱             |
| ۳ | دشتی و تنگستان          | خورموج     | تنگستان   | شهر اهرم - مرکزی، دلوار                                    | ۱    |      | ۱۶۳٬۰۲۵ | ۱۰۷٬۸۷۱             |
| ۴ | کنگان، دیر، جم و عسلویه | بندر کنگان | کنگان     | شهر کنگان - مرکزی                                          | ۱    |      | ۳۱۲٬۴۲۲ | ۲۱۱٬۸۶۷             |
| ۴ | کنگان، دیر، جم و عسلویه | بندر کنگان | دیر       | شهر دیر - مرکزی، بردخون، آبدان                             | ۱    |      | ۳۱۲٬۴۲۲ | ۲۱۱٬۸۶۷             |
| ۴ | کنگان، دیر، جم و عسلویه | بندر کنگان | جم        | شهر جم - مرکزی، ریز                                        | ۱    |      | ۳۱۲٬۴۲۲ | ۲۱۱٬۸۶۷             |
| ۴ | کنگان، دیر، جم و عسلویه | بندر کنگان | عسلویه    | شهر عسلویه - مرکزی، چاه‌مبارک                               | ۱    |      | ۳۱۲٬۴۲۲ | ۲۱۱٬۸۶۷             |

## نمایندگان ادوار مجلس شورای اسلامی
نمایندگان ادوار مختلف مجلس شورای اسلامی حوزه‌های انتخابی استان بوشهر:
| دوره/حوزه    | حوزهٔ نخست                               | حوزهٔ دوم           | حوزهٔ سوم                                        | حوزهٔ چهارم              | توضیحات                                       |
| عنوان حوزه   | بوشهر و گناوه                           | دشتستان            | رودباران (دشتی، تنگستان، کنگان و دیر)           | -                       | سه حوزه                                       |
| ------------ | --------------------------------------- | ------------------ | ----------------------------------------------- | ----------------------- | --------------------------------------------- |
| دورهٔ اول     | عباس حیدری میاندوره‌ای: سید محمدحسن نبوی | سید محمدمهدی جعفری | میربهزاد شهریاری میاندوره‌ای: سید محمدحسین محمدی | -                       | انتخابات میاندوره‌ای در سال ۱۳۶۰ برگزار گردید. |
| دورهٔ دوم     | سید محمدحسن نبوی                        | عباس رحیمی         | میرزا ابراهیم دشتی                              | -                       |                                               |
| دورهٔ سوم     | سید محمدحسن نبوی                        | خدانظر قاسمی       | سید کمال‌الدین شهریاری                           | -                       |                                               |
| عنوان حوزه   | بوشهر و گناوه                           | دشتستان            | دشتی، تنگستان، کنگان و دیر                      | -                       | تغییرنام حوزه سوم                             |
| دورهٔ چهارم   | محمد خواجه‌پور                           | غلامرضا رازقی      | سید کمال‌الدین شهریاری                           | -                       |                                               |
| عنوان حوزه   | بوشهر، گناوه و دیلم                     | دشتستان            | دشتی، تنگستان، کنگان و دیر                      | -                       | انتزاع دیلم از گناوه                          |
| دورهٔ پنجم    | محمد خواجه‌پور                           | خدانظر قاسمی       | عبدالله حاجیانی                                 | -                       |                                               |
| عنوان حوزه   | بوشهر، گناوه و دیلم                     | دشتستان            | دشتی و تنگستان                                  | کنگان و دیر             | انتزاع حوزه چهارم                             |
| دورهٔ ششم     | محمد دادفر                              | حمیده عدالت        | سید محمدمهدی پورفاطمی                           | عبدالله حاجیانی         |                                               |
| عنوان حوزه   | بوشهر، گناوه و دیلم                     | دشتستان            | دشتی و تنگستان                                  | کنگان، دیر و جم         | انتزاع جم از کنگان                            |
| دورهٔ هفتم    | شکرالله عطارزاده                        | سید عبدالمجید شجاع | سید محمدمهدی پورفاطمی                           | قیصر صالحی              |                                               |
| دورهٔ هشتم    | غلامعلی میگلی‌نژاد                       | ایوب پاپری مقدم‌فرد | سید محمدمهدی پورفاطمی                           | عسکر جلالیان            |                                               |
| دورهٔ نهم     | عبدالکریم جمیری                         | سیدمهدی موسوی نژاد | سید محمدمهدی پورفاطمی                           | موسی احمدی              |                                               |
| عنوان حوزه   | بوشهر، گناوه و دیلم                     | دشتستان            | دشتی و تنگستان                                  | کنگان، دیر، جم و عسلویه | انتزاع عسلویه از کنگان                        |
| دورهٔ دهم     | عبدالحمید خدری                          | محمدباقر سعادت     | سید کمال‌الدین شهریاری                           | سکینه الماسی            |                                               |
| دورهٔ یازدهم  | عبدالکریم جمیری                         | ابراهیم رضایی      | غلامحسین کرمی                                   | موسی احمدی              |                                               |
| دورهٔ دوازدهم | جعفر پورکبگانی                          | ابراهیم رضایی      | غلامحسین زارعی                                  | موسی احمدی              |                                               |

## نمایندگان دوره یازدهم مجلس (استان بوشهر)
نمایندگان کنونی (دوره یازدهم) مجلس شورای اسلامی (استان بوشهر):
| استان بوشهر             |         |         |        |        |                 |         |                   |        |        |       |
| بوشهر، گناوه و دیلم     | ۲۹۴٬۲۷۳ | ۱۰۷٬۰۳۴ | ۳۶٫۳۷٪ | ۹۵٬۹۳۳ | عبدالکریم جمیری | اصولگرا | شانا              | ۲۹٬۲۶۰ | ۳۰٫۵۰٪ | برنده |
| دشتستان                 | ۱۶۹٬۳۲۲ | ۸۹٬۹۴۱  | ۵۳٫۱۲٪ | ۸۵٬۲۶۷ | ابراهیم رضایی   | اصولگرا | شانا              | ۳۶٬۵۸۱ | ۴۲٫۹۰٪ | برنده |
| دشتی و تنگستان          | ۱۰۷٬۸۷۱ | ۷۲٬۰۹۶  | ۶۶٫۸۴٪ | ۶۸٬۴۵۷ | غلامحسین کرمی   | اصولگرا | شانا              | ۲۹٬۰۵۷ | ۴۲٫۴۵٪ | برنده |
| کنگان، دیر، جم و عسلویه | ۲۱۱٬۸۶۷ | ۹۶٬۴۶۳  | ۴۵٫۵۳٪ | ۹۰٬۳۴۴ | موسی احمدی      | اصولگرا | شانا جبههٔ پایداری | ۳۸٬۹۹۸ | ۴۳٫۱۷٪ | برنده |

### انتخابات دوره دوازدهم مجلس (استان بوشهر)
در دوره دوازدهم مجلس شورای اسلامی از چهار حوزه انتخابی (استان بوشهر) در بررسی اولیه ۱۲۲ نفر تاییدصلاحیت شدند که از نظر بعضی رسانه‌ها حدود ۲۰ نفرشان کاندیدای شاخص هستند.

## نمایندگان خبرگان

### نمایندگان خبرگان قانون اساسی
سید محمدحسن نبوی نماینده استان بوشهر در مجلس خبرگان قانون اساسی بود.

### نمایندگان ادوار خبرگان رهبری
استان بوشهر در کل یک حوزه با یک نماینده برای خبرگان رهبری دارد. نمایندگان دوره‌ها:
- دورهٔ اول: میرزا ابراهیم دشتی (این دوره پس از ابطال، در میاندوره‌ای سال ۶۳ مجدداً برگزار گردید)
- دورهٔ دوم و سوم: عبدالنبی نمازی (دورهٔ دوم با ردصلاحیت کاندیداها میاندوره‌ای آن با تأخیر ۵ ماهه برگزار شد)
- دورهٔ چهارم، پنجم و دورهٔ ششم (دورهٔ کنونی): سید هاشم حسینی بوشهری

## پی‌نوشت و منابع
1. ↑  درصد رأی‌های درست در نظر گرفته شده، با عنایت به اینکه رأی‌های سفید و باطله طبق تبصرهٔ ۳ مادهٔ ۱۹ قانون انتخابات مجلس شورای اسلامی در حد نصاب رأی نماینده محاسبه نمی‌گیرد.[۱۲][۱۳]

1. ↑  شهریاری و حیدری کمتر از چهار ماه نمایندگان استان بوشهر بودند و در جریان انفجار ساختمان حزب جمهوری اسلامی به شهادت رسیدند. پس از آن در سال ۱۳۶۰ برای این دو حوزه، انتخابات میاندوره‌ای برگزار شد.
2. ↑  «انتشار مجموعه آگهی‌های اسامی نامزدهای نمایندگی مجلس شورای اسلامی در سراسر کشور». وزارت کشور. ۲۵ بهمن ۱۳۹۸.
3. 1 2 3  «نتایج شمارش آراء انتخابات یازدهمین دوره مجلس شورای اسلامی:». ستاد انتخابات کشور. اسفند ۱۳۹۸.
4. ↑  «نمایندگان منتخب مردم تبریز، آذرشهر و اسکو در مجلس مشخص شدند». ایسنا. ۲۳ فوریه ۲۰۲۰. دریافت‌شده در ۲۴ فوریه ۲۰۲۰.
5. ↑  «حضور کم‌رمق اصلاح‌طلبان و مستقلین در مجلس یازدهم +جدول». خبرآنلاین. ۲۳ فوریه ۲۰۲۰. دریافت‌شده در ۲۴ فوریه ۲۰۲۰.
6. ↑  «جدیدترین نتایج انتخابات مجلس در کل کشور؛ گرایش‌های سیاسی منتخبین - سهم اصلاح طلبان از صندلی‌های سبز». همشهری آنلاین. 23 February 2020. دریافت‌شده در 24 February2020. تاریخ وارد شده در |accessdate= را بررسی کنید (کمک)
7. ↑  «سهم جریانات سیاسی از کرسی‌های مجلس». خبرگزاری مهر. ۲۱ فوریه ۲۰۲۰. دریافت‌شده در ۲۴ فوریه ۲۰۲۰.
8. ↑  فهرست‌های انتخابات شانا:

«لیست کاندیداهای شورای ائتلاف نیروهای انقلاب در ۱۳۲ حوزه انتخابیه استانی». ایسنا. ۱۵ فوریه ۲۰۲۰. بایگانی‌شده از روی نسخه اصلی در ۱۷ فوریه ۲۰۲۰. دریافت‌شده در ۲۴ فوریه ۲۰۲۰.

«نامزدهای «شورای ائتلاف نیروهای انقلاب» در انتخابات مجلس یازدهم مشخص شدند + جزئیات». مشرق. ۲۳ بهمن ۱۳۹۸.

«اسامی نامزدهای «شورای ائتلاف نیروهای انقلاب» در کشور». باشگاه خبرنگاران. ۲۳ بهمن ۱۳۹۸.
9. ↑  فهرست نامزدان جبههٔ پایداری:

«اعلام نامزدهای اصلح جبهه پایداری در حوزه‌های انتخابیه سراسر کشور». جبهه پایداری. بایگانی‌شده از روی نسخه اصلی در ۲۳ فوریه ۲۰۲۰. دریافت‌شده در ۲۴ فوریه ۲۰۲۰.

«اسامی نامزدهای مورد حمایت جبهه پایداری در سراسر کشور». رجا. ۱ اسفند ۱۳۹۸.[پیوند مرده]
10. ↑  «کارگزاران، لیست یاران هاشمی در سراسر کشور را منتشر کرد/ اسامی». خبرگزاری برنا. دریافت‌شده در ۲۴ فوریه ۲۰۲۰.
11. ↑  "صفحه رسمی حزب اعتدال و توسعه (@hezbet.ir) • Instagram photos and videos". instagram.com. {{cite web}}: Italic or bold markup not allowed in: |website= (help)
12. ↑  «ورود به مجلس با کسب حداقل 20 درصد آرای صحیح حوزه انتخابیه». ایسنا. ۲ ژوئن ۲۰۱۹. بایگانی‌شده از روی نسخه اصلی در ۹ ژوئن ۲۰۱۹. دریافت‌شده در ۲۷ فوریه ۲۰۲۰.
13. ↑  «قوانین و مقررات مرتبط با انتخابات مجلس شورای اسلامی». پژوهشکده شورای نگهبان. دریافت‌شده در ۲۷ فوریه ۲۰۲۰.
14. 1 2 3 4 5 6 7 8 9  «انتخابات مجلس یازدهم و دیدگاه‌های فعالان سیاسی و رسانه‌ای بوشهر». ایرنا. ۲۴ فوریه ۲۰۲۰. دریافت‌شده در ۲۴ فوریه ۲۰۲۰.
15. ↑  «عبدالکریم جمیری به عنوان نماینده بوشهر، گناوه و دیلم انتخاب شد». خبرگزاری مهر. ۲۳ فوریه ۲۰۲۰. دریافت‌شده در ۲۴ فوریه ۲۰۲۰.
16. ↑  «لیست شورای ائتلاف نیروهای انقلاب در حوزه‌های چهارگانه انتخابات استان بوشهر اعلام شد- اخبار استانها - اخبار تسنیم - Tasnim». خبرگزاری تسنیم. دریافت‌شده در ۲۴ فوریه ۲۰۲۰.
17. ↑  https://www.farsnews.ir/bushehr/news/14021016001210/کدام-کاندیداها-در-استان-بوشهر-برای-مجلس-تایید-و-رد-صلاحیت-شدند-اسامی

- «جدول حوزه‌های انتخابیه در انتخابات نهمین دورهٔ مجلس شورای اسلامی» (PDF). مرکز پژوهش و سنجش افکار صدا و سیما. بایگانی‌شده از اصلی (PDF) در ۵ اکتبر ۲۰۱۸. دریافت‌شده در ۲۱ ژوئیه ۲۰۱۵.
- «طرح اصلاح قانون تعیین محدودهٔ حوزه‌های انتخاباتی مجلس شورای اسلامی». مرکز پژوهش‌های مجلس شورای اسلامی. ۲۰ تیر ۱۳۹۱. بایگانی‌شده از اصلی در ۲۲ ژوئیه ۲۰۱۵. دریافت‌شده در ۲۱ ژوئیه ۲۰۱۵.
- نگاهی به سوابق مجالس نه‌گانه پس از انقلاب و نمایندگان استان بوشهر در این دوره‌ها پایگاه اطلاع‌رسانی «خلیج فارس»
- انتخابات مجلس خبرگان در استان از دیروز تا امروز پایگاه اطلاع‌رسانی «خلیج فارس»
- مجلس اول؛ بوشهر و ۵ نماینده‌اش + تصاویر پایگاه اطلاع‌رسانی «خلیج فارس»